# Бризбејн
Бризбејн (енгл. Brisbane) је главни град и уједно најнасељенији град аустралијске државе Квинсленд. Он је трећи град у Аустралији по броју житеља. Према процени из 2024. у граду је живело 2.780.063 становника.
Бризбејн је један од најзначајнијих градова Аустралије. Налази се између равнице Бризбејнске реке и Великог (Тихог) океана, на југоистоку Квинсленда.
Град је добио име по Томасу Бризбејну, гувернеру Новог Јужног Велса који је ту функцију обављао у периоду од 1820. до 1825. године. Град је првобитно био смештен 40 km од свог садашњег места. Представљао је сеоце у коме је живела казнена колонија.
Колонија се 1825. преселила на територију данашњег Бризбејна. Од 1842. град се нагло шири. Коначно је 1859. одлучено да град постане престоница Квинсленда. Град се развијао споро после Другог светског рата када је имао важну улогу у савезничкој борби, као седиште Југозападног пацифичког штаба генерала Дагласа Макартура.

## Становништво
Према попису, у граду је 2006. живело 1.676.389 становника.
| 1991.     | 1996.     | 2001.     | 2006.     |
| --------- | --------- | --------- | --------- |
| 1.145.537 | 1.291.117 | 1.508.161 | 1.676.389 |

## Привреда

### Саобраћај
Међународни Аеродром Бризбејн служи Бризбејн.

## Партнерски градови
- Кобе[3]
- Окланд[3]
- Шенџен[3]
- Semarang[3]
- Kaohsiung City[3]
- Теџон[3]
- Чунгкинг[3]
- Абу Даби[3]
- Хајдерабад[3]